# Availles-en-Châtellerault
Availles-en-Châtellerault é uma comuna francesa na região administrativa da Nova Aquitânia, no departamento de Vienne. Estende-se por uma área de 15,46 km². Em 2010 a comuna tinha 1 791 habitantes (densidade: 115,8 hab./km²).